# 福井 - 大阪線
福井 - 大阪線（ふくい - おおさかせん）は、福井県の嶺北地方及び敦賀市と、大阪府を結ぶ高速バス路線。

## 概要
福井 - 大阪なんば線は、昭和末期からの高速バスブームの折り、福井県に本拠を置く主要乗合バス事業者が平成初期より順次運行を開始した大都市連絡路線のひとつ。1994年に開港を控えていた関西国際空港への福井県内からの空港アクセスも考慮して、大阪市の中心部にある難波と、福井県の当時人口上位4市、一部はその先の観光宿泊地である芦原温泉を直通することとなった。
それまでこの区間の公共交通需要を独占していた、国鉄民営化から間もないJR西日本は、湖西線経由で営業キロ190.9 km であるが、従来の485・489系車両を使用する特急列車・雷鳥の最高速度を130 km/h に引き上げるとともに停車時間を見直すことで表定速度を大幅に向上させ、特に京都駅 - 福井駅の約150 km 区間をノンストップ運転のスーパー雷鳥を1989年（平成元年）に運行開始、大阪駅 - 福井駅では所要2時間の大台を切ることとなった。
対して高速バスなんば線は、琵琶湖の東側にある米原ジャンクションを経由するため大きく迂回し、約235 km となる。こちらは最高速度100 km/h（北陸自動車道が約半分の区間で80 km/h、名神高速道路が滋賀県の山沿い区間や大阪府の大半で 80 - 70 km/h、阪神高速道路は 60 - 50 km/h）であったため、JR特急のほぼ2倍の時間を要した。当時は慢性的な渋滞を起こしていた名神高速を走行するため定時性が確保できなかったことや、大阪側の難波は、大阪市営地下鉄を除くと奈良県・和歌山県方面の鉄道路線しかなく、兵庫県方面へは不便で（当時はまだ阪神なんば線は開業していなかった）、京都市や大阪府下でも人口の多い北摂地域（大阪市以外）や大阪における交通の最重要拠点である梅田地区を素通りしていたこと、さらになんば高速バスターミナル自体の条件の致命的な不便さ（当時はまだOCATは建設されていなかった）も災いして思惑通りの集客ができず、北陸道特急バス名古屋 - 福井線、及び夜行バス福井 - 東京線（のちに愛称が付き、今のドリーム福井号）が増車・増便の好況を呈するのとは裏腹に、短期間のうちに撤退を余儀なくされ、難波での南海本線との乗り継ぎによる関空アクセスの夢も叶わなかった。
2007年（平成19年）に運行を開始した福井 - 大阪梅田線は、福井市と大阪隣接市の間が、なんば線と同様に北陸道 - 名神高速の経路で、大阪府内の僅かな短縮に留まっているものの、名神高速の車線増や京滋バイパスの完成、新名神高速道路の部分開通によって混雑度が様変わりしつつあり、定時性を確保しやすくなってきている。また、経路上の京都府・大阪府北摂地域、新大阪駅、大阪駅近くに停車し、大阪市内や特定路線沿線だけでなく、京阪神大都市圏、あるいはそれ以上の広範囲の集客を見込んだ設定である。梅田からは敦賀まで約2時間40分、福井まで3時間30分のダイヤとなった。
しかし、JR西日本もその間に、走行性能と居住性を向上させた特急形車両681・683系を使用したサンダーバードの投入で、大阪 - 福井が最短1時間46分、さらには681・683系と同じ130km/h運転が可能な近郊形電車223系による料金不要の新快速を大阪（その先神戸・姫路方面）から福井県嶺南地方の拠点駅である敦賀駅まで直接乗り入れて大阪 - 敦賀が約2時間となっており、本路線とのライバルとなっている。さらにはそれに加えてマイカーを利用して関西と福井県の間を移動する者も年々増えている。そのため、本路線はその存在、及び安価に座席を確保できる利点をいかに浸透させるかが課題となっている。なお、2008年（平成20年）11月より、敦賀と京都・大阪間は値引きが行われ（下記沿革参照）、これにより、大阪駅・敦賀駅間のJR普通運賃を下回るようになった。
なお、京福バスの親会社であり、同社を分社化する前に当初の運行主体の一つであった京福電気鉄道は、2000年以降の京福電気鉄道越前本線列車衝突事故を機に福井支社の鉄道事業から撤退し、残存路線をえちぜん鉄道に譲渡している。これ以後、福井を本拠とするバス事業（現在の京福バス）と鉄道事業の営業エリアが全く被らない状態となっていたが、本路線は京福バスで唯一、京福電鉄の京都本社管轄路線（嵐電）のある京都市に乗り入れている。

## 運行中の路線（大阪梅田発着）

### 運行会社
- 京福バス（福井営業所）
- 福井鉄道（福井営業所）
- 阪急観光バス（大阪営業所）

愛称は未制定。運転開始時より、各社1往復の計3往復。

### 停車停留所
【福井駅東口 - 鯖江インターチェンジ - 越前たけふ駅 - 敦賀インターチェンジ】 - 【京都深草 - 大阪梅田（阪急三番街高速バスターミナル） - 大阪万博会場(夢洲)】
- 多賀SAにて休憩。
- 【停留所 - 停留所】でくくられた中での相互の乗降はできない。

### 経路
福井駅東口 - 福井県道228号福井停車場勝見線<東大通り他> - 福井県道・石川県道5号福井加賀線<城の橋通り> - 国道158号 - 福井IC - 北陸自動車道（鯖江・武生・敦賀） - 米原JCT - 名神高速道路（多賀・深草・大山崎・高槻） - 吹田IC - 大阪府道2号大阪中央環状線 - 千里IC - 国道423号<新御堂筋>（千里NT・新大阪駅） - 豊崎ランプ - 阪急三番街

## 過去の路線（大阪なんば発着）

### 運行会社
- 京福電気鉄道
- 福井鉄道
- 南海電気鉄道

南海電鉄のみ、「サザンクロス」の愛称を使用していた。なお、京福電鉄は本路線休止後の2000年に既存子会社の丸岡バス（同日、京福バスに改称）へ、南海電鉄は2001年に新規設立した南海バスへ、それぞれバス事業の譲渡を行っている。

### 停車停留所
【芦原湯町（芦原湯町駅：現・あわら湯のまち駅） - 福井（京福バスターミナル）大阪行きのみ - 福井駅前（福井放送会館前）福井行のみ - 鯖江インターチェンジ - 武生インターチェンジ - 敦賀インターチェンジ】 - 大阪なんば（なんば高速バスターミナル）
- 【停留所 - 停留所】でくくられた中での相互の乗降はできない。

### 経路
- 大阪側では、名神高速道路豊中IC、阪神高速11号池田線、同1号環状線（大阪行は道頓堀出口、福井行は湊町入口）を経由。
- 芦原湯町 - 福井は高速道路を利用せず、主に福井県道・石川県道5号福井加賀線<芦原街道>を経由。

## 沿革
- 1990年（平成2年）10月16日 - 京福電気鉄道・福井鉄道・南海電気鉄道の3社で芦原温泉・福井 - 大阪（難波）線を共同運行開始（芦原温泉 - 大阪は1日2往復、福井 - 大阪は1日3往復）[1]。
- 1992年 - 5往復から3往復に減便と同時に芦原 - 難波系統を廃止。
- 1993年（平成5年）4月1日 - 福井 - 大阪（難波）線休止[2]。
- 2004年頃より、旅行会社の主催旅行として、片道タイプの福井駅 - 大阪駅ツアーバスを時折運行（うち1社は京福電鉄系の旅行会社）。
- 2007年（平成19年）12月22日 - 京福バス・福井鉄道・阪急バスの3社で福井 - 大阪（梅田）線を共同運行開始。
- 2008年（平成20年）11月1日 - 京都・大阪と敦賀との間の、片道運賃の期間限定の値引きを、2009年3月までの期間限定の予定で開始（その後、2009年9月までに期間延長　再度延長され、2010年3月までとなった）。
- 2009年（平成21年）5月22日 - 福井側起終点を、京福バスターミナル（発）・福井駅前（着）から福井駅東口へ変更。
- 2017年（平成29年）4月1日 - 阪急バス運行便を阪急観光バスに移管[3]。
- 2020年（令和2年）4月13日 - 新型コロナウイルス感染拡大の影響により、この日より当面の間運休[4]。
- 2024年（令和6年）12月21日 - 京福バス・福井鉄道の２社共同運行で再開（阪急観光バス便は運休）。
  - 運行再開に伴い、武生インター、大山崎バスストップ、名神高槻バスストップ、千里ニュータウン、新大阪の各停留所を休止。越前たけふ停留所新設、大阪いっ得きっぷ、関西空港乗継乗車券廃止[5]。